# Universitat Damanhour
La Universitat de Damanhour (àrab: جامعة دمنهور, Jāmiʿat Damanhūr) és una universitat a Damanhour, a la governació de Beheira, a Egipte. Originalment era un campus satèl·lit de la Universitat d'Alexandria, i se li va concedir l'estatus d'universitat independent el 2010.